# بیل استون
ویلیام «بیل» اَستون (انگلیسی: ‎William "Bill" Aston‎؛ زادهٔ ۲۹ مارس ۱۹۰۰ در هاپتون، استافوردشر، درگذشتهٔ ۴ مارس ۱۹۷۴ در لینگفیلد، ساری) رانندهٔ مسابقات اتومبیل‌رانی فرمول یک اهل بریتانیا بود که در فصل ۱۹۵۲ در مجموع در سه گراند پری شرکت کرد، اما موفق به کسب هیچ امتیازی نشد.
استون در ۴ مارس ۱۹۷۴ در لینگفیلد، ساری درگذشت.